# Tae Crowder
Pour les articles homonymes, voir Crowder.
(en) Statistiques sur pro-football-reference
Dequartavous « Tae » Crowder (né le 12 mars 1997 à Pine Mountain en  Géorgie) est un joueur professionnel américain de football américain.
Il évolue au poste de linebacker central avec la franchise des Chargers de Los Angeles en NFL.

## Biographie

### Jeunesse
Crowder étudie à l'école secondaire du comté de Harris où il pratique le basket-ball et le football américain. Il y joue aux postes de running back et wide receiver. Au terme de ses années lycéennes, il est considéré comme recrue universitaire deux ou trois étoiles.

## Carrière universitaire
Croxder s'engage avec les Bulldogs de l'université de Géorgie où il obtient une bourse Richard Young Football Scholarship pour étudier les affaires internationales. 
Il ne joue pas de match au cours de sa première année ayant le statut de redshirt. L'année suivante, ses entraîneurs le déplacent au poste de linebacker central et il joue ensuite un rôle important au sein des équipes spéciales, aidant son équipe à atteindre la finale nationale perdue contre le Crimson Tide de l'Alabama. Entre 2018 et 2019, il enregistre 48 plaquages dont 4½ avec perte de yards adverses. Après la saison 2019, il est un des douze finalistes du Dick Butkus Award décerné chaque année au meilleur linebacker universitaire. Crowder réalise sa meilleure performance universitaire avec 12 plaquages lors de la défaite en 2019 contre South Carolina.

### Carrière professionnelle
Considéré comme bon linebacker au centre, mais ayant des lacunes sur les ailes, il est sélectionné par la franchise des Giants de New York lors du dernier choix de la draft 2020 de la NFL. Il reçoit ainsi le titre de Mr. Irrelevant et le trophée Lowsman qui y est attaché. Chez les Giants, il retrouve Kevin Sherrer (en), son ancien entraîneur des linebackers à Georgia,. 
Le 7 mai 2020, Crowder signe un contrat d'une durée de quatre ans avec les Giants pour un montant de 3,4 millions de $ dont un bonus à la signature de 110 144 $.
Crowder est inactif pour le premier match de la saison 2020 à la suite d'une blessure à la cuisse.
Bien qu'il soit initialement prévu que Crowder joue un rôle limité en tant que débutant, il devient titulaire à la suite de la blessure de David Mayo (en). Ses débuts sont marqués par des erreurs de jeunesse, mais il réussit à démontrer son potentiel à l'équipe. Il fait une forte impression lors du match contre la Washington Football Team où il inscrit un touchdown à la suite d'un fumble adverse provoqué sur le quarterback Kyle Allen par son équipier Kyler Fackrell (en). 
Crowder est placé sur la liste des blessés le 20 octobre 2020 à la suite d'une nouvelle blessure à la cuisse. Il revient le 28 novembre, en 13e semaine. Lors de la victoire 17 à 12 contre les Seahawks de Seattle, il réussit son premier sack en carrière (sur Russell Wilson). Au total, au terme de sa saison rookie, il compile 52 plaquages, un sack, un fumble recouvert et une passe défendue au cours des onze rencontres disputées dont six en tant que titulaire.
Lors de saison 2021, Crowder voit son rôle au sein de la défense augmenter. Il devient titulaire et dirige les jeux défensifs en soutien de son capitaine Blake Martinez. Une déchirure au ligament croisé antérieur de Martinez en troisième semaine pousse Crowder à prendre à son compte la direction des jeux défensifs pour le reste de la saison. Il réussit sa première interception (sur Jalen Hurts) en carrière lors de la victoire 13 à 7 en 12e semaine contre les Eagles de Philadelphie. Il termine la saison avec un bilan de 130 plaquages, deux interceptions, six passes défendues et un fumble forcé.

## Statistiques
| Année       | Équipe                 | Statut      | MJ |       | Plaquages | Plaquages | Plaquages | Plaquages |       | Interceptions | Interceptions | Interceptions | Interceptions |  | Fumbles | Fumbles |
| Année       | Équipe                 | Statut      | MJ | Total | Seul      | Ast.      | Sacks     | Nb.       | Yards | Déf.          | TD            | Nb.           | Rec.          |  |         |         |
| 2017        | Bulldogs de la Géorgie | So.         | 05 | 07    | 03        | 04        | 0,0       | 0         | 0     | 0             | 0             | 0             | 0             |  |         |         |
| 2018        | Bulldogs de la Géorgie | Jr.         | 14 | 53    | 18        | 35        | 1,5       | 2         | 56    | 1             | 0             | 1             | 1             |  |         |         |
| 2019        | Bulldogs de la Géorgie | Sr.         | 13 | 62    | 29        | 33        | 0,0       | 0         | 0     | 4             | 0             | 1             | 0             |  |         |         |
| Totaux NCAA | Totaux NCAA            | Totaux NCAA | 32 | 122   | 50        | 72        | 1,5       | 2         | 56    | 5             | 0             | 2             | 1             |  |         |         |

| Année      | Équipe              | MJ |       | Plaquages | Plaquages | Plaquages | Plaquages |       | Interceptions | Interceptions | Interceptions | Interceptions |  | Fumbles | Fumbles |
| Année      | Équipe              | MJ | Total | Seul      | Ast.      | Sacks     | Nb.       | Yards | Déf.          | TD            | Nb.           | Rec.          |  |         |         |
| 2020       | Giants de New York  | 11 | 057   | 34        | 33        | 1,0       | 0         | 0     | 1             | 0             | 0             | 1             |  |         |         |
| 2021       | Giants de New York  | 17 | 130   | 64        | 66        | 0,0       | 2         | 26    | 6             | 0             | 1             | 0             |  |         |         |
| 2022       | Giants de New York  | 13 | 45    | 26        | 19        | 1,0       | 0         | 0     | 1             | 0             | 0             | 0             |  |         |         |
| 2023       | Titans du Tennessee | 2  | 0     | 0         | 0         | 0,0       | 0         | 0     | 0             | 0             | 0             | 0             |  |         |         |
| Totaux NFL | Totaux NFL          | 43 | 232   | 124       | 108       | 2,0       | 2         | 26    | 8             | 0             | 1             | 1             |  |         |         |